# برای سربازی گمشده
برای سربازی گمشده (به هلندی: Voor een Verloren Soldaat) فیلمی است هلندی در ژانر بلوغ به کارگردانی رولند کاربوش و با بازی مارتین اسمیت، یرون کرابه و اندرو کلی که در سال ۱۹۹۲ ساخته شده‌است.

## خلاصه داستان
در سال ۱۹۴۴ هلند در اثر جنگ جهانی دچار قحطی شده‌است. والدین یورون برای مقابله با قحطی او را به حومه شهر می‌فرستند و یک خانواده ماهیگیر سرپرستی او را به عهده می‌گیرد. در ابتدا یورون احساس غربت و تنهایی زیادی می‌کند اما با آزادسازی منطقه با حمله متفقین اوضاع تغییر می‌کند. یورون با یک سرباز جوان کانادایی به نام والت دوست می‌شود. در ابتدا رابطه آن‌ها مانند دو برادر است اما…